# Níkos Kotziás
Nikólaos « Níkos » Kotziás (grec moderne : Νικόλαος « Νίκος » Κοτζιάς), né le 19 novembre 1950 à Athènes, est un universitaire et homme politique grec.

## Biographie

### Engagement politique
Il est conseiller du Premier ministre Geórgios Papandréou.
Il est ministre des Affaires étrangères de janvier à août 2015 dans le gouvernement Tsípras I, puis de nouveau à la suite des élections législatives de septembre dans le gouvernement Tsípras II. Il est francophone.
Le 17 octobre 2018, il démissionne après un différend avec le ministre de la Défense Panos Kammenos sur l'accord récent concernant le nouveau nom de la Macédoine.